# Barry Beckett
Barry Edward Beckett (Birmingham, 4 febbraio 1943 – Hendersonville, 10 giugno 2009) è stato un tastierista e produttore discografico statunitense.
Oltre ad essere stato membro dei Traffic, ha collaborato con i Dire Straits, Bob Dylan, Brendan Croker, Santana, Rod Stewart, Joan Baez, Paul Simon, J.J. Cale, Bob Seger e Phish.